# Monogenea
I Monogenei (Monogenea) sono una classe di animali  appartenente al phylum dei Platelminti (Platyhelminthes). Questo gruppo è formato da circa 2000 specie di organismi vermiformi, ectoparassiti di vertebrati acquatici (pesci ed anfibi) con dimensioni inferiori ai 3 cm di lunghezza.

## Anatomia e fisiologia
I Monogenei presentano una forma appiattita e sono dotati di organi d'attacco adesivi per l'ancoraggio alla superficie dell'ospite che, in genere, consistono in 1 o 2 ventose anteriori (prohaptor) ed in una ventosa posteriore (opisthaptor). Il prohaptor viene utilizzato soprattutto durante la nutrizione e in alcune specie può mancare.
L'opisthaptor è sempre presente, ha un'estensione maggiore e può essere provvisto di uncini o trovarsi modificato in un maggior numero di ventose più piccole e separate fra loro.
Come tutti i Platelminti, i Monogenei sono acelomati ed aprocti.
La bocca è situata nell'estremità anteriore ed è collegata, tramite una faringe, all'intestino. Questo è in genere biramificato e termina con un fondo cieco.
La circolazione delle sostanze nutritive e dei gas respiratori avviene grazie ai liquidi interstiziali che bagnano il parenchima.
La respirazione è ottenuta per diffusione dei gas attraverso la superficie del corpo.
L'osmoregolazione e l'escrezione dei prodotti di rifiuto del metabolismo cellulare sono affidati ad un apparato protonefridiale.
Il sistema nervoso è centralizzato per la presenza di gangli cefalici dai quali si dipartono cordoni nervosi submuscolari in direzione anteriore e posteriore.

## Riproduzione e sviluppo
I Monogenei sono ermafroditi ed utilizzano una fecondazione incrociata. Il sistema riproduttivo maschile è formato da 1 o più testicoli collegati, tramite dotti deferenti ad una vescicola seminale che continua con l'organo copulatore.
L'apparato femminile è costituito da un germario, per la produzione delle uova, e da vitellari, per la produzione di cellule vitelline che serviranno come sostanza di riserva per lo sviluppo dello zigote. Le cellule vitelline, passando attraverso i dotti vitellini, raggiungono l'ovidotto dove si aggregano alle uova fecondate che vengono poi rivestite da un guscio protettivo. Dopo questo processo, le uova raggiungono l'utero e fuoriescono dal gonoporo, posto nella regione ventrale.
Il ciclo biologico dei Monogenei prevede un solo ospite.
Una volta emesse all'esterno, le capsule si schiudono e da queste si liberano delle larve natanti chiamate oncomiracidi.
L'oncomiracidio è simile alla forma adulta ed è dotato di un opisthaptor uncinato (differisce per l'assenza di organi riproduttivi e per la presenza di bande ciliate essenziali per il nuoto).
Dopo un breve periodo, la larva si attacca alla superficie dell'ospite e, senza mai abbandonarlo, si accresce trasformandosi in adulto.

## Sistematica
La classe Monogenea viene generalmente suddivisa in due ordini:
- Monopisthocotylea (Monopistocotilei)
- Polyopisthocotylea (Poliopistocotilei)

I Monopistocotilei presentano un opisthaptor ovoidale munito di ancore ed uncini. Il prohaptor è costituito da un paio di piccole ventose laterali. Una specie appartenente a quest' ordine è la Gyrodactylus elegans: lunga circa 1 mm, è un parassita delle branchie dei pesci dulciacquicoli.
I Poliopistocotilei presentano un opisthaptor costituito da piccole ventose separate e a volte privo di uncini. Il prohaptor può essere formato da un'unica ventosa orale o da due laterali.
Appartiene a quest' ordine la Polystoma integerrimum: lunga circa 13 mm, vive nella vescica urinaria delle rane, dove si nutre del sangue dell'ospite.
Nota: alcuni autori considerano la classe Monogenea come una sottoclasse dei Trematodi.